# Paraleptomysis apiops
Paraleptomysis apiops är en kräftdjursart som först beskrevs av Georg Ossian Sars 1877.  Paraleptomysis apiops ingår i släktet Paraleptomysis och familjen Mysidae. Inga underarter finns listade i Catalogue of Life.